# Nydeggkirche

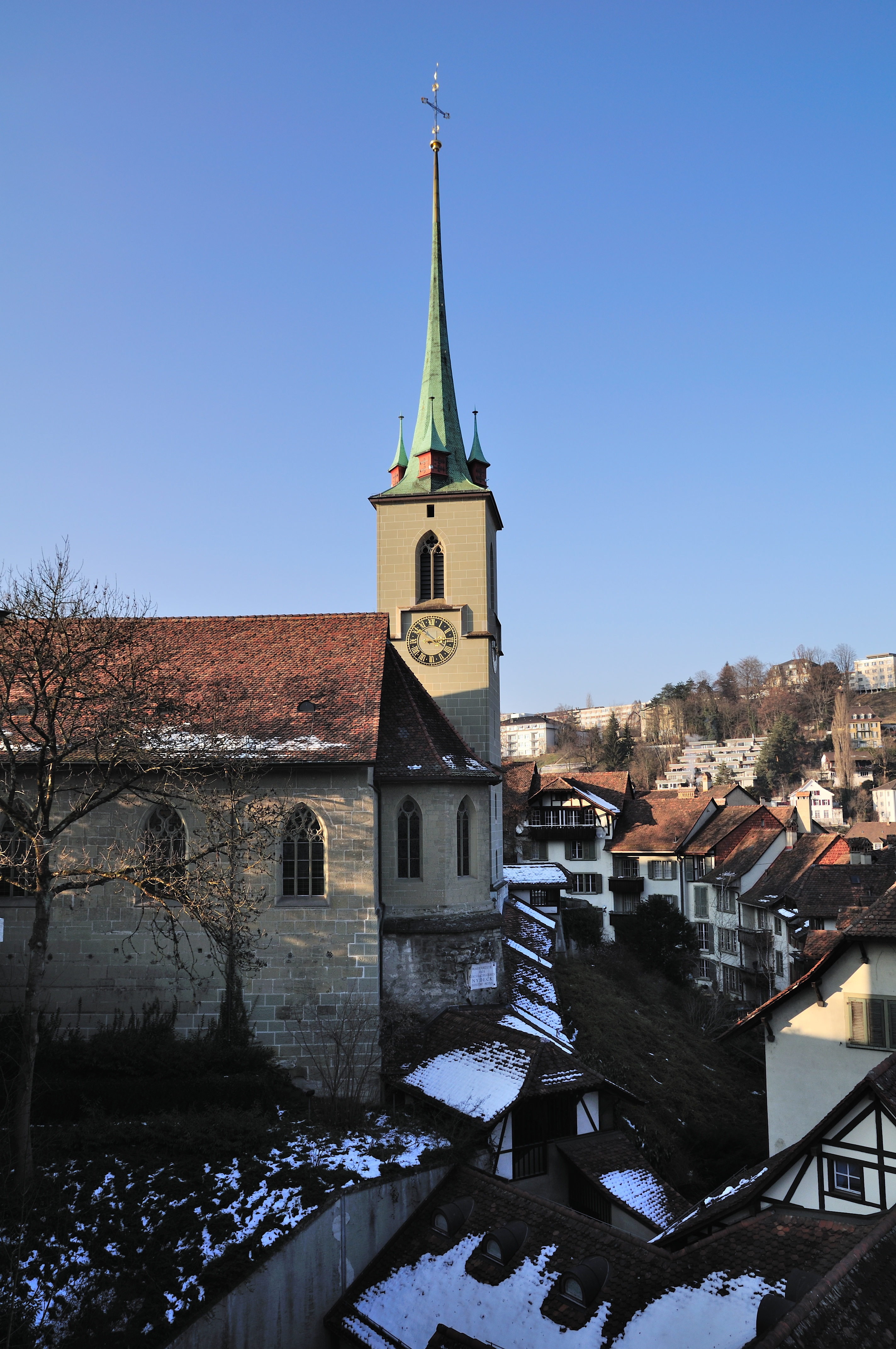
Nydeggkirche

Die reformierte Nydeggkirche ([ˈnidɛk]; vom mittelhochdeutschen Ausdruck für Unteres Eck) befindet sich am östlichen Rand der Berner Altstadt, am Nydegghof 2 / Nydeggasse 6.

## Burg Nydegg
Die Altstadt liegt auf einer Halbinsel einer Schlaufe der Aare und entwickelte sich in mehreren Stadterweiterungen. Die erste erfolgte 1191, als eine bestehende Siedlung in der Gegend der Nydeggkirche bis zum Zeitglockenturm erweitert wurde. 1190 hatte Herzog Berchtold V. von Zähringen die Burg Nydegg erbaut. Sie wurde nach dem Tod des Herzogs zur Reichsfeste und 1268/70 von den Einwohnern Berns geschleift, um dem Nydeggquartier Platz zu machen. Sie besass vier Ecktürme und stand etwa dort, wo sich heute der Chor der Kirche befindet.

## Kirche

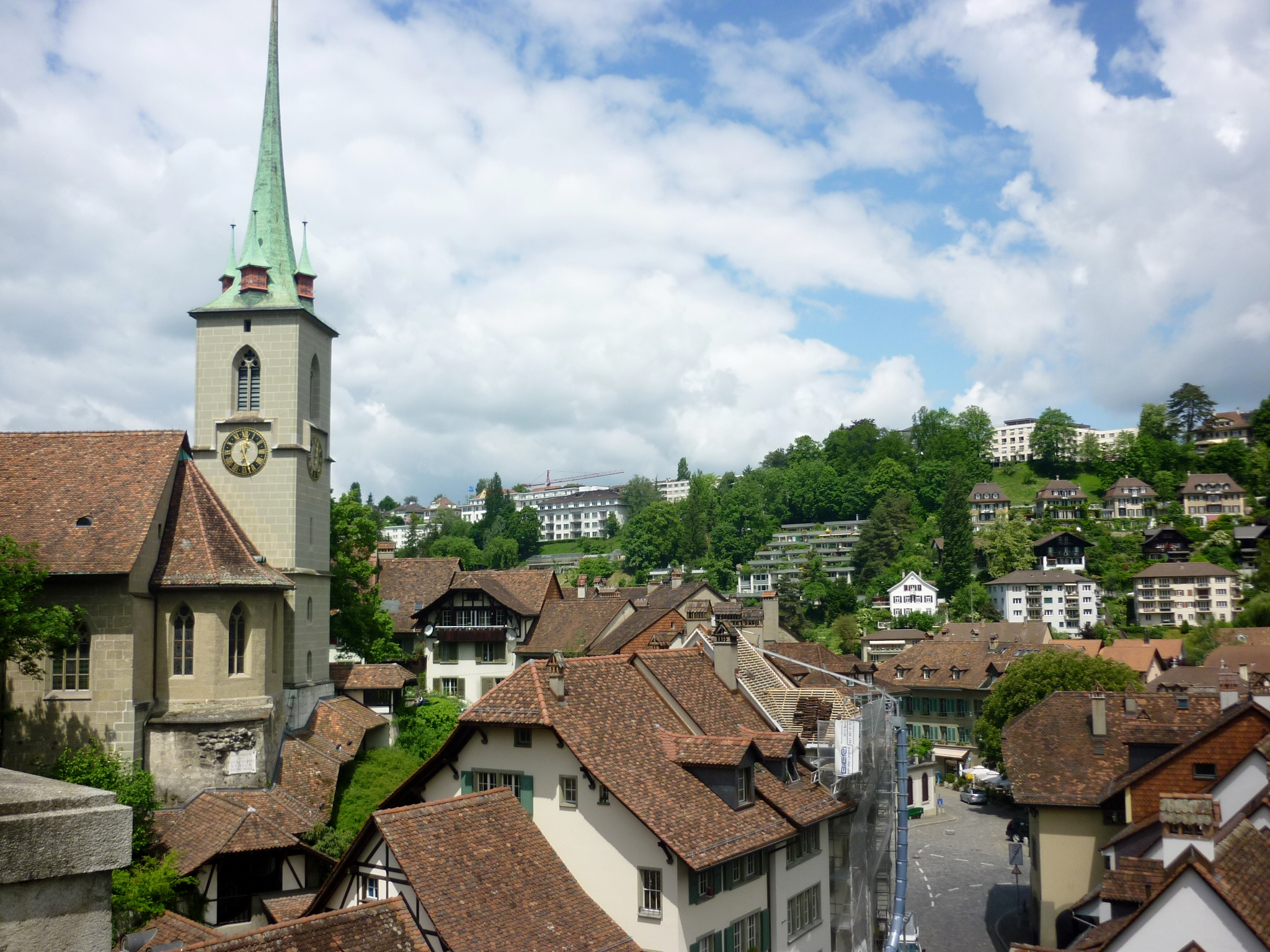
Nydeggkirche und umliegende Altstadt

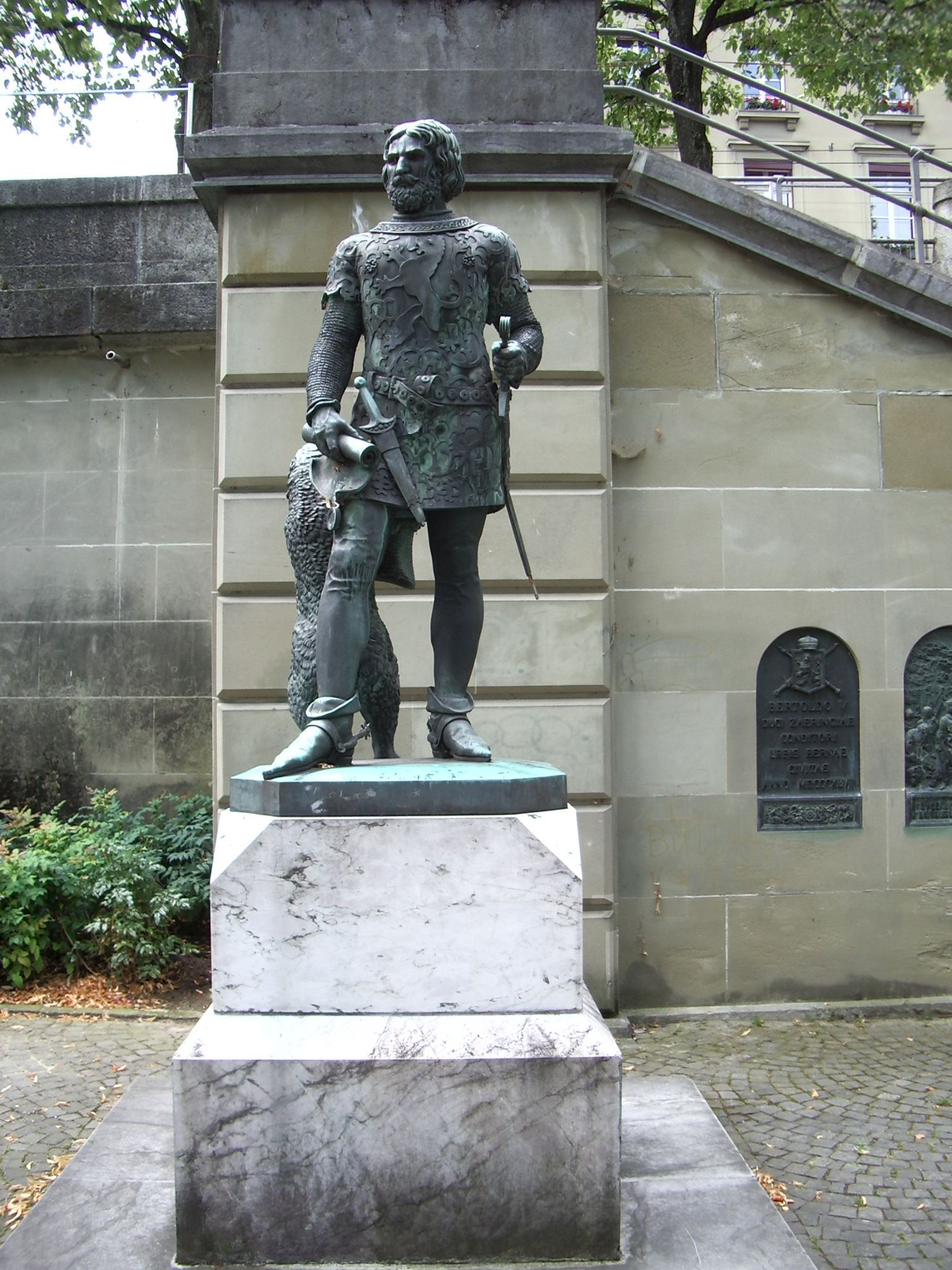
Das Zähringerdenkmal im Nydegghöfli

1341 bis 1346 wurde an der Stelle der alten Burg eine Kirche mit Dachreiter gebaut, 1480 bis 1483 fügte man einen Turm hinzu, und von 1493 bis 1504 erfolgte ein Neubau des Schiffs. Nach der Einführung der Reformation im Jahre 1529 wurde die Nydeggkirche in eine Lagerhalle für Fässer, Holz und Korn umfunktioniert, diente aber ab 1566 wieder als Gottesdienstraum, wobei sie bis 1721 eine Filialkirche des Berner Münsters war.
1863 wurde sie nach Westen erweitert und erhielt einen Eingang von der Nydeggbrücke her. 1951 bis 1953 folgte ein Gesamtumbau, wobei der Haupteingang am Nydegghof 2, berndeutsche Koseform Nydegghöfli, und der Eingang Brücke Nydeggasse 6 je ein Portal mit Bronzereliefs von Marcel Perincioli erhielten.
Im Nydegghöfli wurde 1857 in einer Nische unter der Nydeggasse ein Brunnen errichtet, der Nydegghöflibrunnen oder auch Staldenbrunnen genannt wird. Ebenfalls im Nydegghöfli wurde 1968 das Zähringerdenkmal aufgestellt, das zuvor auf der Münsterplattform gestanden hatte.

### Ausstattung

#### Orgel
Die Chororgel wurde im Jahre 1995 von Orgelbau Kuhn (Männedorf) erbaut, in Anlehnung an italienische Orgeln der Renaissance im Stile der Orgelbauer Antegnati (1608). Das Springladen-Instrument hat 11 Register auf einem Manualwerk. Das Pedal (Umfang: FF, GG, AA–c0) ist angehängt und hat keine eigenen Register. Die Obertasten (Subsemitasten) sind für eine mitteltönige Stimmung geteilt. Die Windversorgung, die wahlweise elektrisch und händisch erfolgen kann, erfolgt über zwei Keilbälge.
| Manualwerk FF, GG, AA–c3 |                  |       |
| 1.                       | Principale (B/D) | 8′    |
| 2.                       | Ottava           | 4′    |
| 3.                       | Quintadecima     | 2′    |
| 4.                       | Decimanona       | 1 ⁄3′ |

| (Fortsetzung) |                      |      |
| 5.            | Vigesimaseconda      | 1′   |
| 6.            | Vigesimasesta        | 2⁄3′ |
| 7.            | Vigesimanona         | 1⁄2′ |
| 8.            | Flauto in VIII (B/D) | 4′   |

| (Fortsetzung) |                    |       |
| 9.            | Flauto in XII      | 2 ⁄3′ |
| 10.           | Voce umana (ab c1) | 8′    |
| 11.           | Bourdon            | 8′    |

#### Bronzereliefs

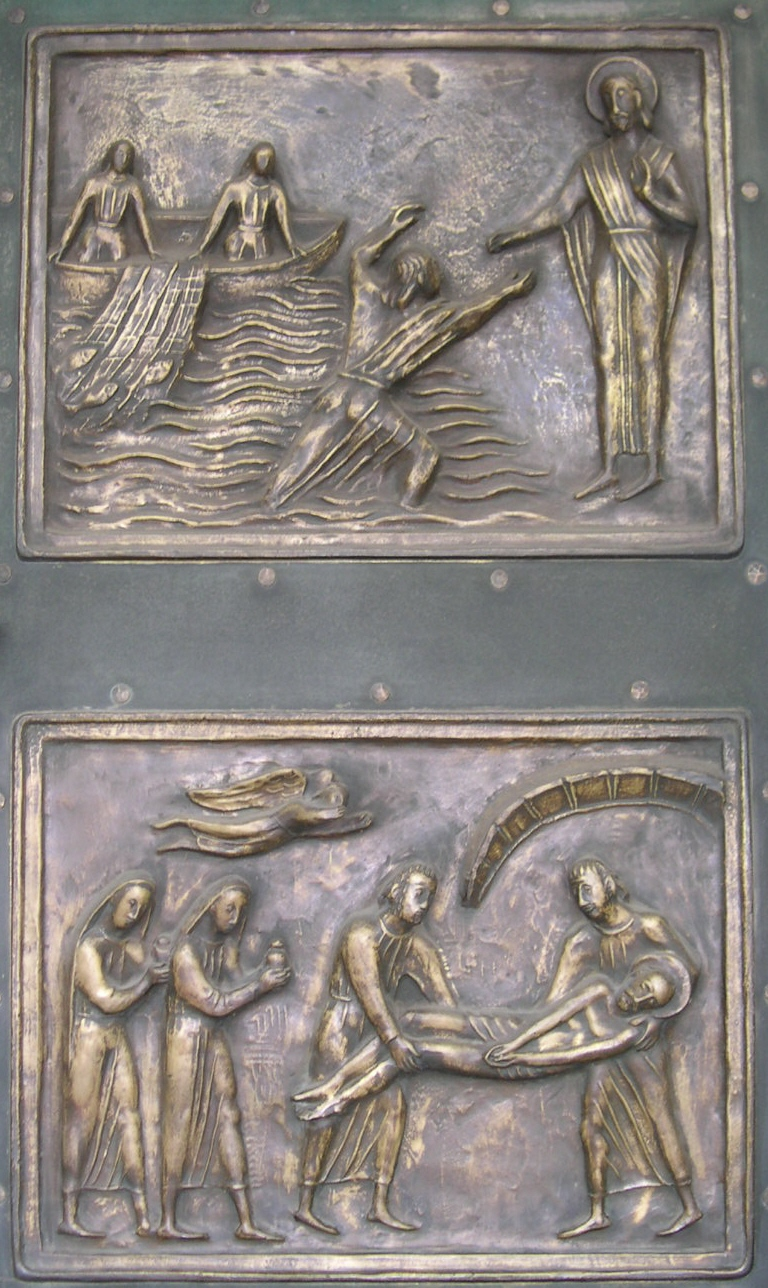
Zwei Reliefs an der Brückentüre Nydeggasse von Marcel Perincioli

Die 1956 von Marcel Perincioli geschaffenen 16 Bronzereliefs sind inspiriert durch mittelalterliche Vorbilder vor San Zeno Maggiore in Verona und dem Hildesheimer Dom.
Auf dem Hofportal sieht man Szenen aus dem Leben und Wirken Jesu, und zwar auf dem linken Flügel, von oben nach unten:
- die Verkündigung der Geburt Jesu an die Hirten (Lukas 2,8–14)
- die Taufe Jesu (Markus 1,1–11)
- die Bergpredigt (Matthäus 5–7)
- die Heilung eines Gelähmten (Markus 2,1–12)

und auf dem rechten Flügel:
- die Geburt Jesu im Stall von Betlehem (Lukas 2)
- die Versuchung Jesu (Markus 1,12 f.)
- die wunderbare Speisung (Markus 6,30–44)
- die Auferweckung des Lazarus (Johannes 11,17 ff.)

Auf dem Brückenportal sind auf dem linken Flügel von oben nach unten folgende Szenen dargestellt:
- die Frauen kommen zum Grab Jesu (Markus 16,1–8)
- Jesus vor Pontius Pilatus (Markus 15,1–5)
- die Fusswaschung (Johannes 13,1–20)
- die Salbung in Betanien (Johannes 12,1–10)

und auf dem rechten Flügel:
- der Auferstandene am See Genezareth (Johannes 21,1–14)
- die Grablegung Jesu (Johannes 19,38–42)
- Jesus in Gethsemane (Markus 14,32–42)
- der Einzug nach Jerusalem (Johannes 12,12–19)

## Bekannte Pfarrer

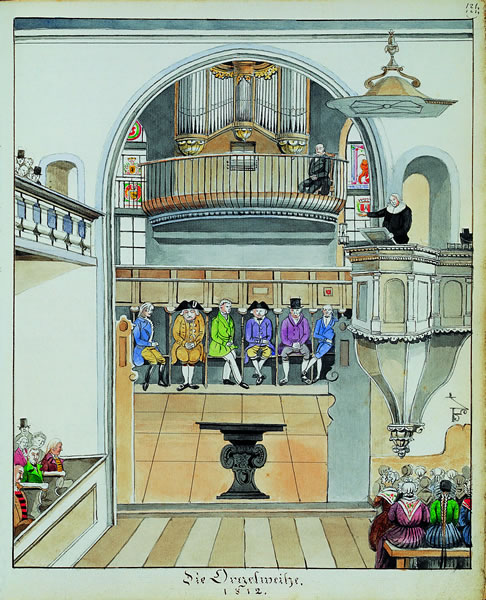
Orgelweihe in der Nydeggkirche durch Jeremias Lorza 1812

Als Pfarrer an der Nydeggkirche wirkten
- Sigmund Ludwig Langhans-Stettler (–1809)
- Jeremias L’Orsa (von 1809 bis 1832), ab 1801 Helfer (Verweser)
- Friedrich Zyro (von 1844 bis 1855)
- Eduard Güder (ab 1855 bis 1882)
- Friedrich Gerber (von 1863 bis 1869)
- Emil Blum (von 1934 bis 1960)
- Kurt Marti (von 1961 bis 1983)

1879 bis 1886 gewann Elias Schrenk, der als Erweckungsprediger für die Evangelische Gesellschaft tätig war, eine so grosse Zuhörerschaft, dass er die Nydeggkirche für die von ihm geleiteten Sonntagabendgottesdienste benutzen konnte.
Der schon zuvor als engagierter Pfarrer bekannt gewordene Klaus Bäumlin (* 1938) leitete hier am 8. Juli 1995 einen von grossem Medieninteresse begleiteten Segensgottesdienst für die Lebensgemeinschaft zweier Männer.